# 5352 Fujita
5352 Fujita este un asteroid din centura principală de asteroizi.

## Descriere
5352 Fujita este un asteroid din centura principală de asteroizi. A fost descoperit pe 27 decembrie 1989 la Yatsugatake de Yoshio Kushida și Osamu Muramatsu. El prezintă o orbită caracterizată de o semiaxă mare de 2,39 ua, o excentricitate de 0,16 și o înclinație de 4,3° în raport cu ecliptica.